# Хобрехт, Артур
Артур Генрих Лудольф Джонсон Хобрехт (нем. Arthur Heinrich Ludolf Johnson Hobrecht; 1824—1912) — прусский государственный деятель; член Национал-либеральной партии Германии.

## Биография
Артур Хобрехт родился 14 августа 1824 года в Пруссии в Беренте (ныне Косьцежина) близ Данцига (ныне Гданьск, Польша) в семье помещика.
Служил в министерстве внутренних дел, с 1865 по 1878 год был членом палаты господ и в качестве обер-бургомистра Берлина (с 1872 года) обратил на себя внимание правительства своими административными способностями. 
Назначенный в 1878 году на должность министра финансов, он уже в 1879 году, недовольный финансовыми планами Отто фон Бисмарка (именно в то время повернувшего в сторону протекционизма), вышел в отставку. 
Как член прусского сейма (с 1880 года) и германского рейхстага (с 1881 года) А. Хобрехт являлся одним из лидеров национал-либеральной партии. 
Артур Генрих Лудольф Джонсон Хобрехт умер 7 июля 1912 года и был похоронен в Берлине.
Помимо политической карьеры Хобрехт пробовал свои силы и на литературном поприще, он написал несколько новелл и исторических роман «Fritz Kannacher» (1885).